# Geografía de Namibia

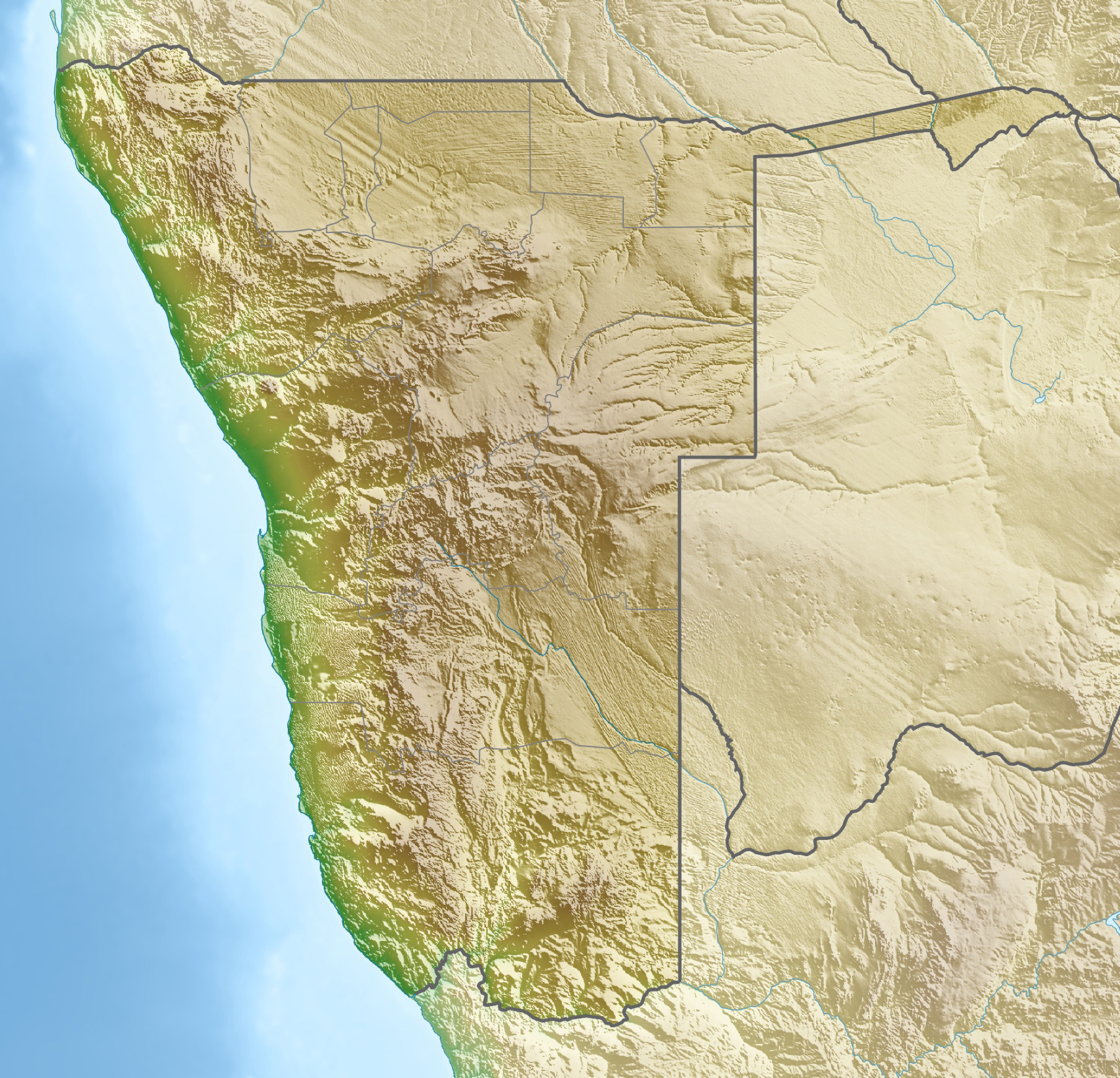
Relieve de Namibia

Clasificación climática de Köppen de Namibia. En rojo, clima desértico cálido; en calabaza, semirárido, y en rosa, desértico frío.

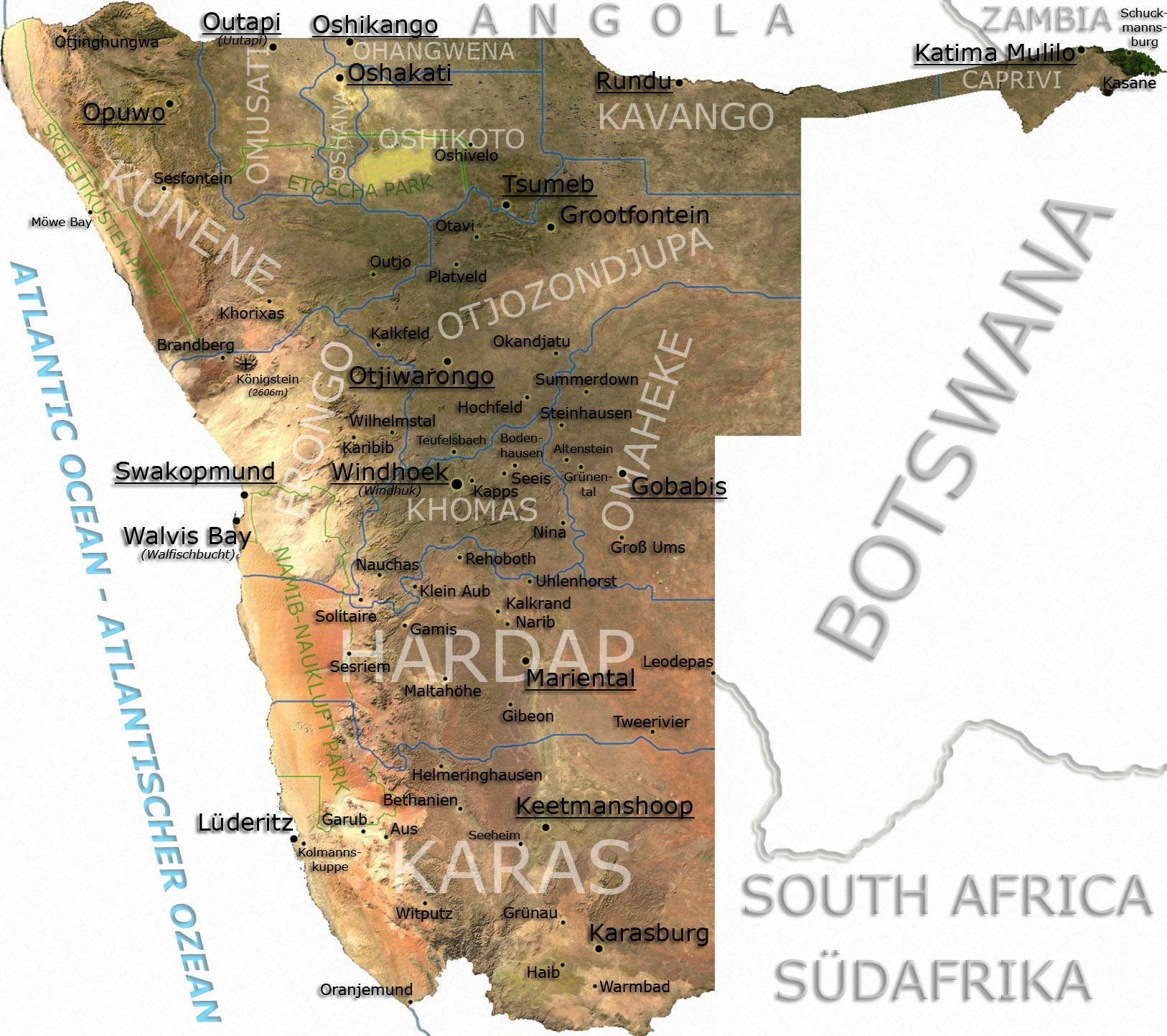
Namibia (los nombres en este mapa están en inglés y alemán).

Namibia se encuentra situada al suroeste de África, en la costa atlántica. Limita al norte con Angola, al este con Botsuana, al sur con Sudáfrica, al noreste con Zambia y al oeste con el océano Atlántico.
A pesar de su extendida costa la mayor parte del territorio es desértico, destacándose dos importantes desiertos, el del Namib en el oeste y el de Kalahari en el este. La razón para que el desierto del Namib llegue a lindar con el océano en la Costa de los Esqueletos y de la gran sequedad atmosférica aun en las playas se debe a que el agua de esta parte del Atlántico es fría por las corrientes que proceden de la Antártida: el agua fría no produce suficiente evaporación como para que se formen importantes nubes de lluvia.

## Relieve
Avanzando desde el océano hacia el este el territorio se eleva enseguida para formar una amplia meseta que ocupa la mayor parte del país. Namibia está recorrida de sur a norte por una serie de cordilleras de montañas muy antiguas y por esto bastante redondeadas por la erosión, (la toponimia aún utilizada es en gran medida la colonial alemana y la afrikáner ya que un mismo accidente geográfico puede recibir nombres muy distintos según las diversas etnias nativas). La mayor altitud es el monte Konigstein de 2606 m s. n. m.; en el centro norte se destaca el monte Omatako de 2286 m; a poca distancia de este se ubica el Etig con 2085; unos 700 km al sudoeste de los montes recién mencionados se destaca el Schroffenstein con 2202 m; y en el extremo sudoeste se encuentra el macizo aislado de los montes Hunsberge.
Los dos principales ríos son exógenos (nacen fuera de Namibia) al norte el Kunene que señala parte del límite con Angola y al sur el Orange que señala gran parte del límite con Sudáfrica.
Si observamos Namibia en el mapa de África, nos encontramos con una estrecha franja que se extiende entre el norte de Botsuana y el sur de Angola y que es territorio namibio; es la franja de Caprivi.
El principal accidente costero es la bahía de la Ballena (Walvis Bay).
El agua fría del océano que baña a las costas namibias es muy rica en recursos pesqueros, por otra parte el subsuelo del interior desértico posee importantes yacimientos minerales entre los que se destacan los de oro y diamantes.

## Clima
Namibia, cortada por el trópico de Capricornio, tiene clima subtropical, desértico a lo largo de la costa y en el sur, y árido, con una época de lluvias entre noviembre y marzo, en el centro-norte y en el nordeste.
En la costa las lluvias son casi inexistentes, en Swakopmund caen apenas 8 mm al año y llueve un solo día de media, pero las nieblas provocadas por la corriente fría de Benguela, que recorre la costa de sur a norte, hacen que las temperaturas oscilen entre los 9.oC y los 21.oC de medias mínimas y máximas todo el año, con 16.oC de máxima entre agosto y octubre. El viento llamado Oosweer, procedente del interior, puede hacer que las temperaturas suban súbitamente. Basta con alejarse de la costa unos kilómetros para notar el calor.
La zona más seca se encuentra en la costa, en el desierto del Namib, y en el sur, que forma parte del desierto de Kalahari, lo bastante húmedo para contener plantas xerófilas y suculentas. 
La mayor parte del interior de Namibia está ocupado por una meseta de 1200 a 1700 m de altitud. En el sur, más seco, el calor es más intenso antes de la época de lluvias. En Keetmanshoop, a 1000 m de altitud en el desierto de Kalahari, caen 147 mm en 22 días, la mayor parte entre enero y abril. Las temperaturas medias máximas superan los 30.oC entre octubre y marzo, con las escasas lluvias, y las mínimas bajan de 10.oC entre mayo y septiembre, con cielos despejados.
En el centro del país, en Windhoek, a 1650 m de altitud en plena meseta, caen 371 mm entre octubre y abril, con temperaturas medias que oscilan entre 7-21.oC en junio y julio, y 17-30.oC entre noviembre y febrero.
En el norte, cerca del parque nacional Etosha, en Tsumeb, a 1300 m de altitud, caen 556 mm en 59 días, entre octubre y abril, con mínimas de 8.oC en junio y julio y máximas que superan los 30.oC entre septiembre y febrero.
La zona más lluviosa se encuentra en la región de Kavango y en la franja de Caprivi, en el nordeste. En Katima Mulilo caen unos 680 mm entre mediados de octubre y primeros de abril. Las temperaturas oscilan entre los 4.oC y los 25.oC en invierno; en época de lluvias, en diciembre y enero, con más de 160 mm cada mes, las temperaturas oscilan entre los 18.oC y los 24.oC. Sin embargo, cuando empiezan las lluvias, en octubre, oscilan entre 17.oC y 35.oC.

## Áreas protegidas de Namibia
Según la IUCN, en Namibia había, en 2024, 177 áreas protegidas, que cubren una superficie de 328,926 km2, el 39,92 % de su superficie (823.998 km2), y 9505 km2 de áreas marinas, el 1,69 % de la superficie marina del país, 562.162 km2. En este contexto, hay 19 parques nacionales, 1 área marina protegida, 19 áreas de protección pesquera, 3 concesiones, 38 bosques comunitarios, 2 reservas privadas, 86 áreas de conservación comunitaria y 3 bosques estatales. Como designaciones internacionales, hay 5 sitios Ramsar y 1 sitio patrimonio de la humanidad.

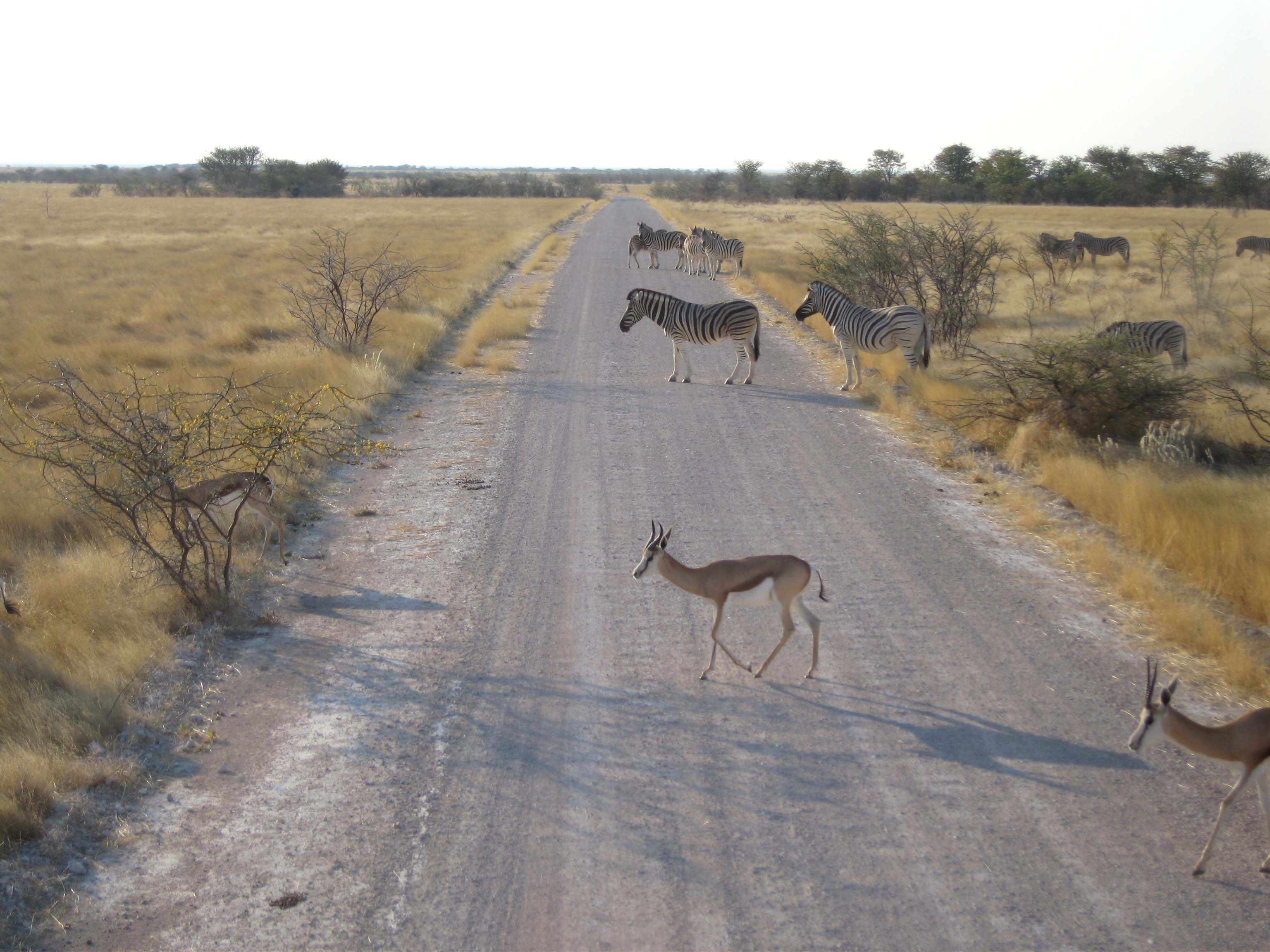
Parque nacional Etosha, cebras y springboks.

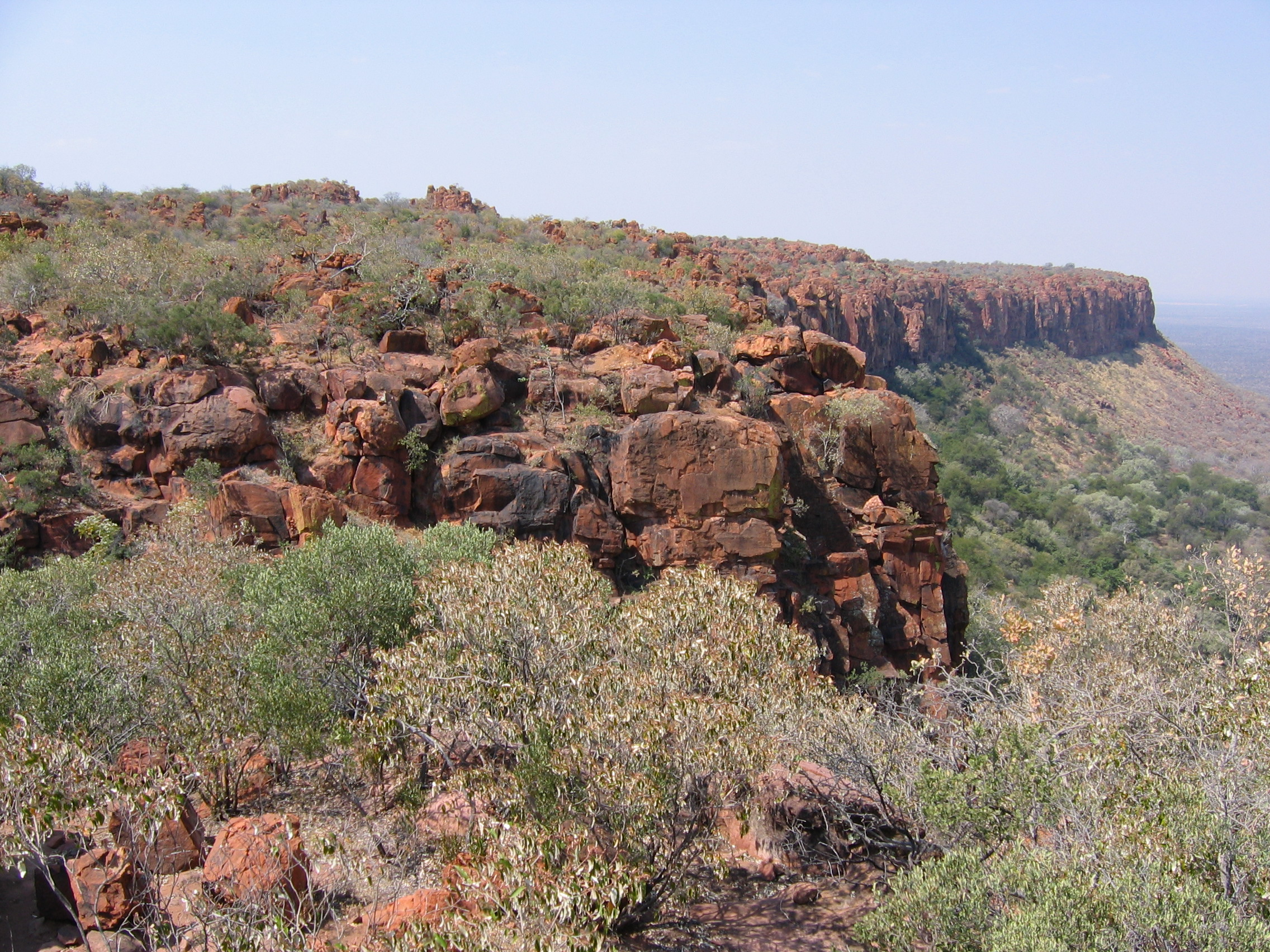
Parque nacional de Waterberg.

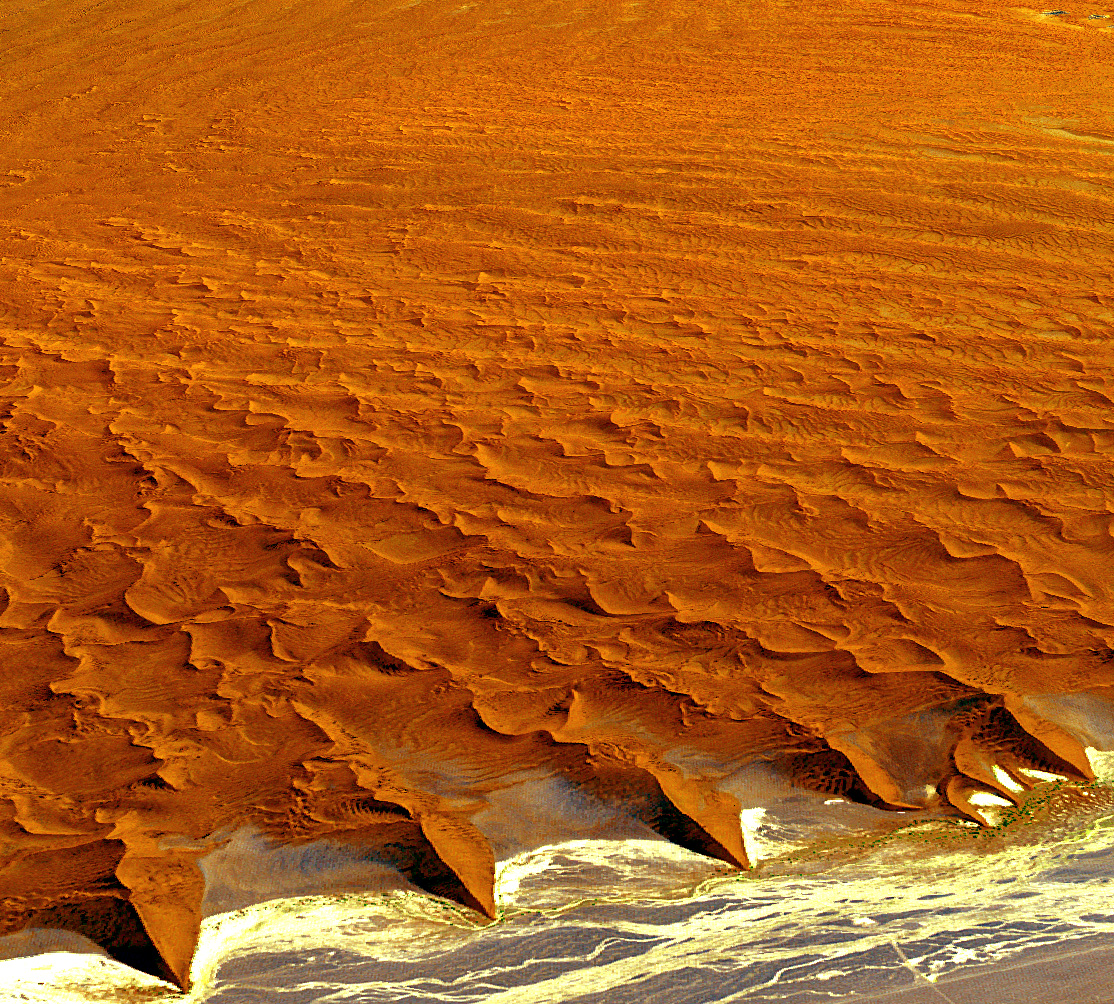
Parque nacional de Namib-Naukluft

#### Parques nacionales de Namibia
- Parque nacional de Mudumu, creado en 1990 en Caprivi, 1.009 km².
- Parque nacional de Mamili, creado en 1990, 320 km², en dos islas en sendos ríos en la prolongación sur de Caprivi.[3]
- Parque nacional de Bwabwata, 2007, 6100 km², en la franja de Caprivi, entre los ríos Okavango y Kwando.
- Parque nacional de Dorob, creado en 2010, 1610 km² en la costa central de Namibia.
- Parque nacional Etosha, creado en 1907, 22.270 km².
- Parque nacional Costa de los Esqueletos, creado en 1971, 16.845 km², costa noroeste de Namibia.
- Parque nacional de Khaudom, creado en 1989, 4.000 km², al sur de la franja de Caprivi.[4]
- Parque nacional de Mangetti, creado en 2008, 420 km², en el norte, en Kavango.[5]
- Parque nacional de Namib-Naukluft, creado en 1979, 49.768 km², centro-sur del país, junto al océano, dunas gigantes.
- Parque nacional de Sperrgebiet, creado en 2004, 26 000 km².[6]
- Parque nacional de Waterberg, 1972, 405 km², centro de Namibia, meseta de Waterberg, elevación en medio del Kalahari, 1600-1700 m, 200 m de desnivel.[7]

## Población y etnias de Namibia

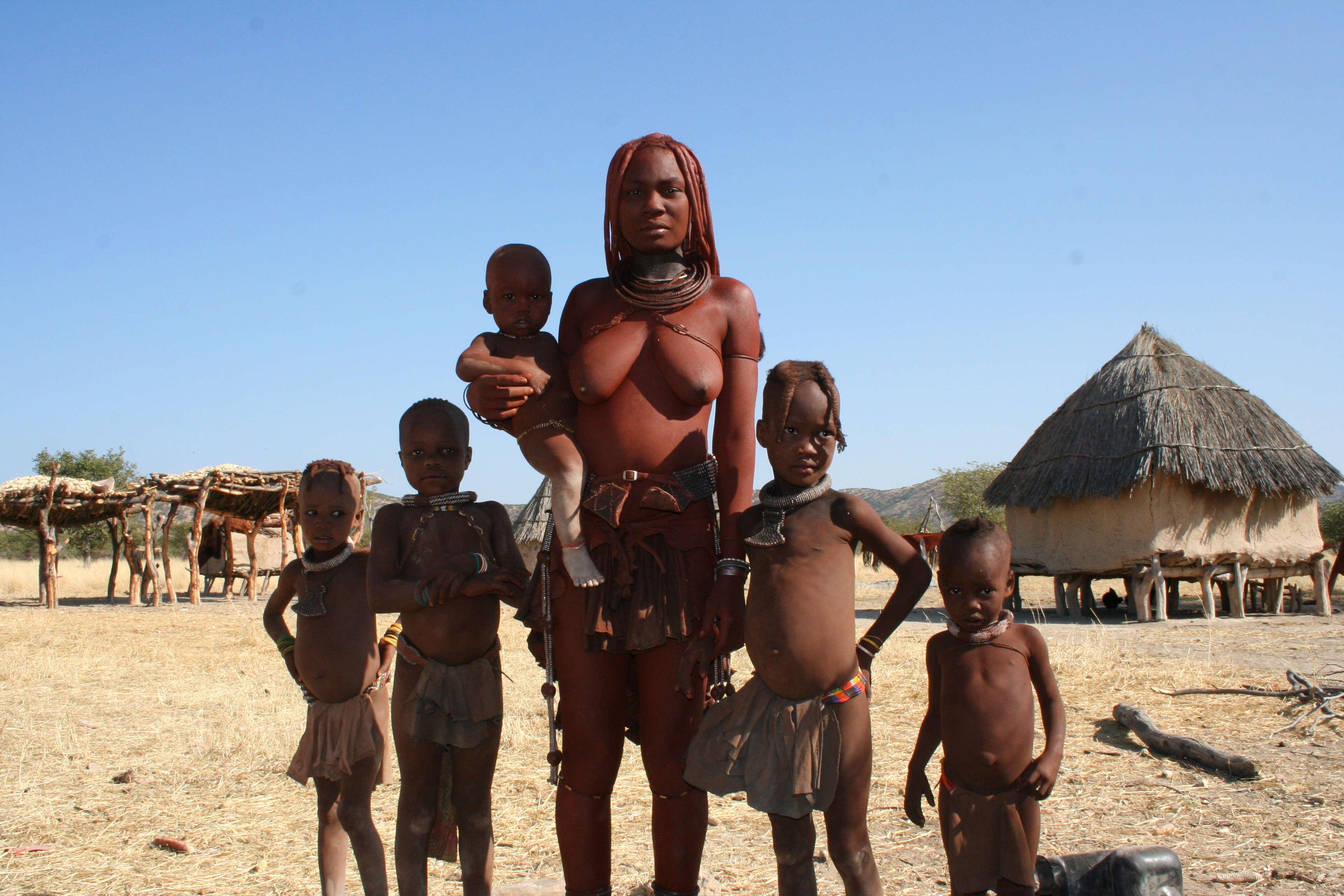
Mujer himba con su familia en el norte de Namibia

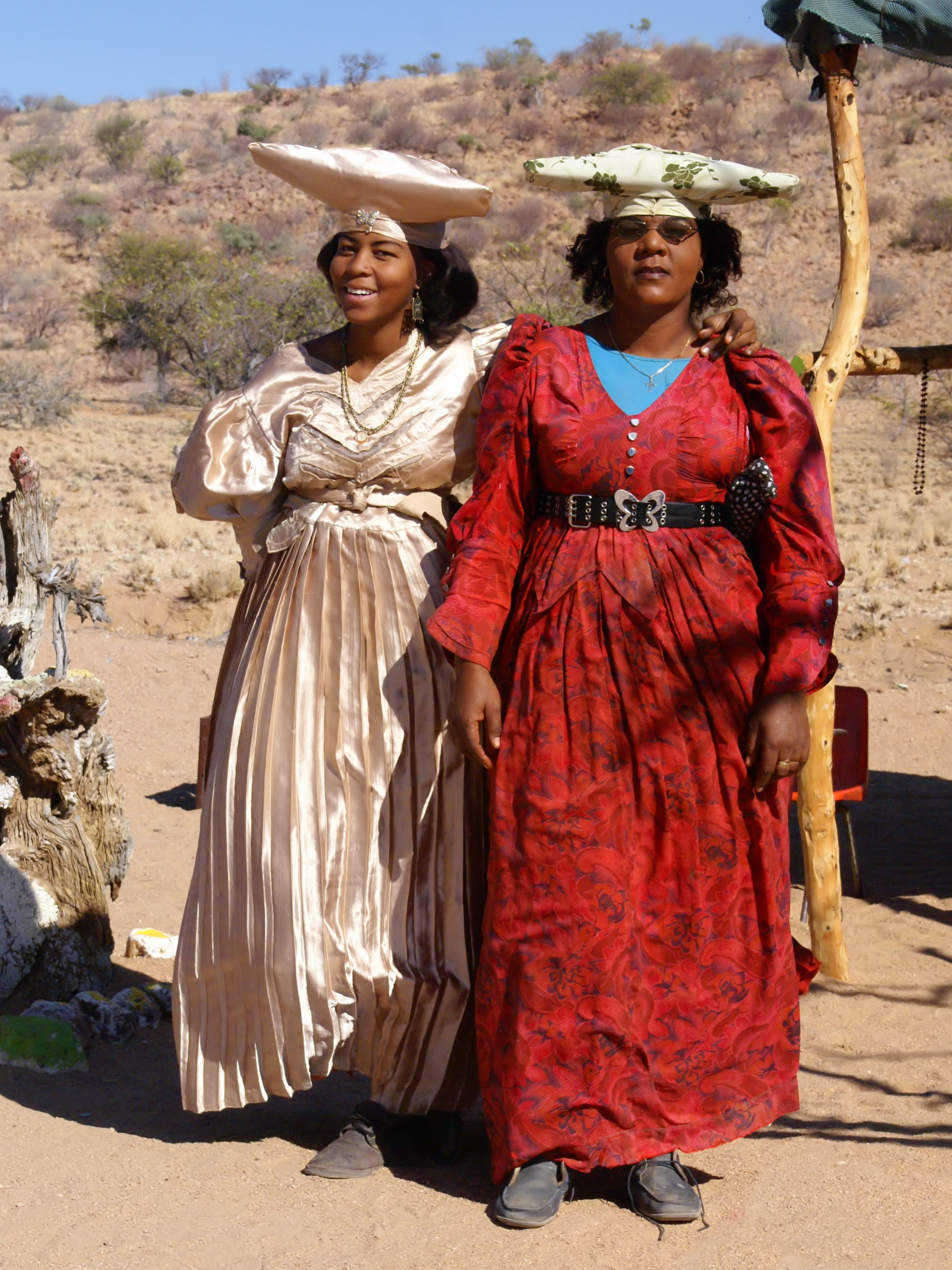
Mujeres herero con el vestido tradicional en Namibia.

En Namibia viven poco más de 2.600.000 personas según estimación a finales de 2021, el 0,03% de la población mundial. Siendo un país de 824.000 km², la densidad de población es muy baja, de 3 hab. por km². El 55% vive en las ciudades y la media de edad es de 21,8 años, con una esperanza de vida que bordea los 65 años y una mortalidad infantil por debajo de 5 años de 36,3 por 1000 nacimientos. La tasa de fertilidad en 2020 era de 3,4 hijos por mujer, con un notable descenso entre 1970, cuando alcanzaba los casi 7 hijos hasta 2005, donde alcanzó la cuota actual. La ciudad más poblada es Windhoek, con 268.000 habitantes, seguida de Rundu, con 58.000 habitantes y Walvis Bay, con 52.000 hab. Siguen una docena de ciudades entre los 15.000 y los 33.000 habitantes.
La mayoría de namibios son de origen lingüístico bantú, sobre todo de la etnia ovambo, que forman más de la mitad de la población (50-60%) y viven preferentemente en el norte del país. Siguen los kavango (9%), que viven en el nordeste, en la frontera con Angola, los herero (7-10%, unos 280.000)), los damara (7%), los nama (5%), los lozi de la franja de Caprivi (4%), los san (3%) y los tsuana (0,5%). Los himba (unos 50.000 entre Namibia y Angola), que viven en el noroeste y conservan su modo de vida tradicional, se separaron de los herero hace unos 200 años, comparten el idioma herero, pero su modo de vida y cultura son muy distintos.
En conjunto, un 85% de namibios se consideran negros, 5% tienen ancestros europeos y un 10% son coloured, que no implica ser mestizos, como los nama, que viven en el tercio sur de Namibia y son de piel rojiza y se les conoce como Nación Roja. Entre los blancos, dos tercios son afrikáner, de origen neerlandés, y un quinto son de origen alemán.
El idioma oficial es el inglés, aunque es el lenguaje nativo de solo un 3% de la población. La lengua oshiwambo u ovambo la habla el 80% de la población, seguida del nama-damara o khoekhoe, con un 6%. Las lenguas kavango, herero y afrikáans constituyen el 4%, aunque son de uso común el inglés y el alemán en buena parte de la población.
El 80-90 por ciento de la población son cristianos, una mitad protestantes, sobre todo luteranos, y un quinto católicos. Hay grupos evangelistas de las iglesias reformada neerlandesa, anglicana, Episcopal Metodista Africana, metodistas y presbiterianos.